# Lista de finais femininas juvenis em duplas do US Open
Esta é a lista de finais femininas juvenis em duplas do US Open.

## Por ano
| Ano                                                     | Campeãs                               | Vice-campeãs                            | Resultado         |
| ------------------------------------------------------- | ------------------------------------- | --------------------------------------- | ----------------- |
| 2024                                                    | Malak El Allami Emily Sartz-Lunde     | Julie Paštiková Julia Stusek            | 6–2, 4–6, [10-6]  |
| 2023                                                    | Mara Gae Anastasiia Gureva            | Sara Saito Nakana Sato                  | 1–6, 7–5, [10–8]  |
| 2022                                                    | Lucie Havlíčková Diana Shnaider       | Carolina Kuhl Ella Seidel               | 6–3, 6–2          |
| 2021                                                    | Ashlyn Krueger Robin Montgomery       | Reese Brantmeier Elvina Kalieva         | 5–7, 6–3, [10–4]  |
| Torneio de mistas em 2020 devido à pandemia de COVID-19 |                                       |                                         |                   |
| 2019                                                    | Kamilla Bartone Oksana Selekhmeteva   | Aubane Droguet Séléna Janicijevic       | 7–5, 7–66         |
| 2018                                                    | Cori Gauff Caty McNally               | Hailey Baptiste Dalayna Hewitt          | 6–3, 6–2          |
| 2017                                                    | Olga Danilović Marta Kostyuk          | Lea Bošković Wang Xiyu                  | 6–1, 7–5          |
| 2016                                                    | Jada Hart Ena Shibahara               | Kayla Day Caroline Dolehide             | 4–6, 6–2, [13–11] |
| 2015                                                    | Viktória Kužmová Aleksandra Pospelova | Anna Kalinskaya Anastasia Potapova      | 7–5, 6–2          |
| 2014                                                    | İpek Soylu Jil Teichmann              | Vera Lapko Tereza Mihalíková            | 5–7, 6–2, [10–7]  |
| 2013                                                    | Barbora Krejčíková Kateřina Siniaková | Belinda Bencic Sara Sorribes Tormo      | 6–3, 6–4          |
| 2012                                                    | Gabrielle Andrews Taylor Townsend     | Belinda Bencic Petra Uberalová          | 6–3, 6–4          |
| 2011                                                    | Irina Khromacheva Demi Schuurs        | Gabrielle Andrews Taylor Townsend       | 6–4, 5–7, [10–5]  |
| 2010                                                    | Tímea Babos Sloane Stephens           | An-Sophie Mestach Silvia Njirić         | w.o.              |
| 2009                                                    | Valeria Solovieva Maryna Zanevska     | Elena Bogdan Noppawan Lertcheewakarn    | 1–6, 6–3 [10–7]   |
| 2008                                                    | Noppawan Lertcheewakarn Sandra Roma   | Mallory Burdette Sloane Stephens        | 6–0, 6–2          |
| 2007                                                    | Ksenia Milevskaya Urszula Radwańska   | Oksana Kalashnikova Ksenia Lykina       | 6–1, 6–2          |
| 2006                                                    | Mihaela Buzărnescu Ioana Raluca Olaru | Sharon Fichman Anastasia Pavlyuchenkova | 7–5 6–2           |
| 2005                                                    | Nikola Fraňková Alisa Kleybanova      | Alexa Glatch Vania King                 | 7–5, 7–63         |
| 2004                                                    | Marina Erakovic Michaëlla Krajicek    | Mădălina Gojnea Monica Niculescu        | 7–64, 6–0         |
| Torneio não realizado em 2003 devido à chuva            |                                       |                                         |                   |
| 2002                                                    | Elke Clijsters Kirsten Flipkens       | Shadisha Robinson Tory Zawacki          | 6–1, 6–3          |
| 2001                                                    | Galina Fokina Svetlana Kuznetsova     | Jelena Janković Matea Mezak             | 7–5, 6–3          |
| 2000                                                    | Gisela Dulko María Emilia Salerni     | Anikó Kapros Christina Wheeler          | 3–6, 6–2, 6–2     |
| 1999                                                    | Dája Bedáňová Iroda Tylyaganova       | Galina Fokina Lina Krasnoroutskaya      | 6–3, 6–4          |
| 1998                                                    | Kim Clijsters Eva Dyrberg             | Jelena Dokić Evie Dominikovic           | 7–6, 6–4          |
| 1997                                                    | Marissa Irvin Alexandra Stevenson     | Cara Black Irina Selyutina              | 6–2, 7–6          |
| 1996                                                    | Surina de Beer Jessica Steck          | Petra Rampre Katarina Srebotnik         | 6–4, 6–3          |
| 1995                                                    | Corina Morariu Ludmila Varmužová      | Anna Kournikova Aleksandra Olsza        | 6–3, 6–3          |
| 1994                                                    | Surina de Beer Chantal Reuter         | Nannie de Villiers Lizzy Jelfs          | 4–6, 6–4, 6–2     |
| 1993                                                    | Nicole London Julie Steven            | Hiroko Mochizuki Yuka Yoshida           | 6–3, 6–4          |
| 1992                                                    | Lindsay Davenport Nicole London       | Katie Schlukebir Julie Steven           | 7–5, 6–7, 6–4     |
| 1991                                                    | Kristin Godridge Nicole Pratt         | Åsa Carlsson Cătălina Cristea           | 7–6, 7–5          |
| 1990                                                    | Kristin Godridge Kirrily Sharpe       | Erika de Lone Lisa Raymond              | 4–6, 7–5, 6–2     |
| 1989                                                    | Jennifer Capriati Meredith McGrath    | Jo-Anne Faull Rachel McQuillan          | 6–0, 6–3          |
| 1988                                                    | Meredith McGrath Kimberly Po          | Cathy Caverzasio Laura Lapi             | 6–3, 6–1          |
| 1987                                                    | Meredith McGrath Kimberly Po          | Kim Il-soon Shi-Ting Wang               | 6–4, 7–5          |
| 1986                                                    | Jana Novotná Radka Zrubáková          | Elena Brioukhovets Leila Meskhi         | 6–4, 6–2          |
| 1985                                                    | Andrea Holikova Radka Zrubáková       | Mariana Perez-Roldan Patricia Tarabini  | 6–4, 2–6, 7–5     |
| 1984                                                    | Mercedes Paz Gabriela Sabatini        | Stephanie London Cammy MacGregor        | 6–4, 3–6, 6–2     |
| 1983                                                    | Ann Hulbert Bernadette Randall        | Natasha Reva Larisa Savchenko           | 6–4, 6–2          |
| 1982                                                    | Penny Barg Beth Herr                  | Ann Hulbert Bernadette Randall          | 1–6, 7–5, 7–6     |